# Nino Resegotti
Nino Resegotti, nome completo Vincenzo Resegotti (Tromello, 2 gennaio 1876 – Genova, 1º gennaio 1965), è stato un arbitro di calcio e allenatore di calcio italiano.

## Carriera

### Allenatore
È sempre stato citato con il diminutivo "Nino", ma il suo vero nome è Vincenzo.
Ha fatto parte delle commissioni tecniche che selezionavano i giocatori per la Nazionale di calcio dell'Italia tra il 1914 e il 1915, nel 1920 e tra il 1921 ed il 1922. Insieme a Francesco Mauro, ha guidato l'Inter nella stagione 1919-1920, al termine della quale la squadra di Milano vinse il suo secondo scudetto.
Nel 1929 viene chiamato alla guida del Pavia, neopromosso con la Prima Divisione 1929-1930. Con i pavesi dopo aver vinto il primo incontro contro la Vogherese, riesce nelle successive sette a prendere un solo punto costringendo Resegotti alle dimissioni.
Nel 1948 in occasione del 50º anniversario della F.I.G.C. fu insignito del titolo di pioniere del calcio italiano.
Negli anni cinquanta si trasferì a Noli, in Liguria, e collaborò con Teodoro Moggio, presidente della Polisportiva Nolese, alla fondazione dei Resegotti Boys, che divenne la scuola calcio locale. Nell'anno 1960 dalla fusione tra l'U.S. Nolese e la Resegotti Boys, nasce la Polisportiva Nolese Resegotti Ganduglia che tutt'oggi continua la sua attività nel calcio dilettantistico e giovanile.

Nino Resegotti a 78 anni allena i ragazzi milanesi dell'A.C. Molise.

### Arbitro
Resegotti fu uno dei fondatori nel 1911 dell'Associazione Italiana Arbitri ed arbitro di calcio negli anni dieci del ventesimo secolo.

## Palmarès

### Club

#### Competizioni nazionali
- Campionato italiano: 1

Inter: 1919-1920